# 朴俊圭
朴 俊圭（パク・チュンギュ、朝鮮語: 박준규、1926年9月2日 - 1984年4月29日）は、大韓民国の教授、政治家。第10代韓国国会議員。

## 経歴
京畿公立中学校（現・京畿高等学校）を経てソウル大学校文理大学政治学科卒。ソウル大文理大・社会大外交学科教授、ハーバード大客員教授、国連総会韓国代表、南北赤十字会談諮問委員、文教部教授資格審査委員を務めたことがあり、1969年に第13代韓国国際政治学会会長を務め、1978年の第10代総選挙に統一主体国民会議の公認で当選し、維新政友会所属の国会議員となった。
1984年4月29日午後4時、ソウル特別市江南区狎鴎亭洞の自宅で持病により58歳で死去した。